# Сухачов Станіслав Якимович
Сухачов Станіслав Якимович(*24 березня 1951, м. Кролевець Сумської області) — кандидат філософських наук з 1984, доцент із 1988 Житомирського державного університету імені Івана Франка. Представник Поліської філософської школи «Філософія та феноменологія релігії», очолюваної професором П. Ю. Саухом. Доцент кафедри філософії ЖДУ імені Івана Франка. Фахівець із соціальних проблем праці.

## Біографічні відомості
У 1968 році закінчив Житомирську середню школу № 21. 1970—1975 — навчання у Ленінградському державному університеті на філософському факультеті. Отримав кваліфікацію "викладач філософії та суспільствознавства. Працював на посадах: з 1975 р. — асистент, з 1985 — старший викладач, з 1988 — доцент кафедри філософії ЖДУ імені Івана Франка.

## Наукова діяльність
У 1981 р. поступив до аспірантури в Інституті філософії АН УРСР. У 1984 р. захистив кандидатську дисертацію за темою «Об'єктивні та суб'єктивні фактори перетворення праці на першу життєву потребу» (наук. керівник — проф. Буслинський В. А.). Автор понад 120 наукових праць.

## Основні праці

### Окремі видання
- Сухачов, С. Я. (2008) Трудові відносини: соціальний механізм функціонування. Інший. Житомир: ЖДУ імені Івана Франка.
- Социальные отношения: познание и совершенствование / отв. ред. H. Н. Мокляк, Ин-т философии АН УССР, Киев: Наукова думка, 1990
- Stosunek do pracy jako kryterium skuteczności procesów transformacyjnych w Polsce i na Ukrainie // SYNDROM PAWIA I PAPUGI 20 LAT TRANSFORMACJI USTROJOWEJ POLSKI? wydawnictwo: ADAM MARSZAŁEK , 2010
- Elastyczne systemy czasu pracy jako czynnik kreatywności // Homo creator czy homo ludens? Nowe formy aktywności i spędzania czasu wolnego; red. Wojciech Muszyński, Marek Sokołowski, Wydawnictwo Adam Marszałek, 2008

### Статті
- Активний власник—ключова фігура в механізмі трудових відносин // Вісник Національної академії наук України, 2001
- ОСОБИСТІСНИЙ ВИМІР ТРУДОВИХ ВІДНОСИН ПОСТІНДУСТРІАЛЬНОГО СУСПІЛЬСТВА
- Працюючий власник як фундамент функціонування соціального механізму трудових відносин
- Бедность как деструктивный фактор функционирования социального механизма трудовых отношений